# Српско коло (мјесечник)
Српско коло је српски мјесечник који излази у Београду од децембра 2015.

## Историја
Издавач листа је Савеза Срба из региона. Штампа се ијекавским изговором и ћирилицом, као и стари лист истога имена. Мјесечник је бесплатан. Творац листа је Миодраг Линта, а главни и одговорни уредник је Трифко Ћоровић. Лист се бави савременим догађајима везаним за живот Срба који живе или су живјели западно од Дрине и Срба у региону. Честе теме су страдања Срба од стране усташа, у ратовима деведесетих година 20. вијека, као и свакодневни проблеми с којима се срећу Срби у региону. Поред историјских тема, прати се и рад многобројних српских завичајних удружења, промоције нових књига везане за ијекавске Србе... Тренутно је једини лист у Србији који се штампа ијеквским изговором, а издавање листа се финансира од стране Министарства информисања и телекомуникација Републике Србије. 